# Église Sainte-Marie-Madeleine d'Heutrégiville
L'église Sainte-Marie-Madeleine est une église située dans le nord du village d'Heutrégiville dans la Marne.

## Histoire

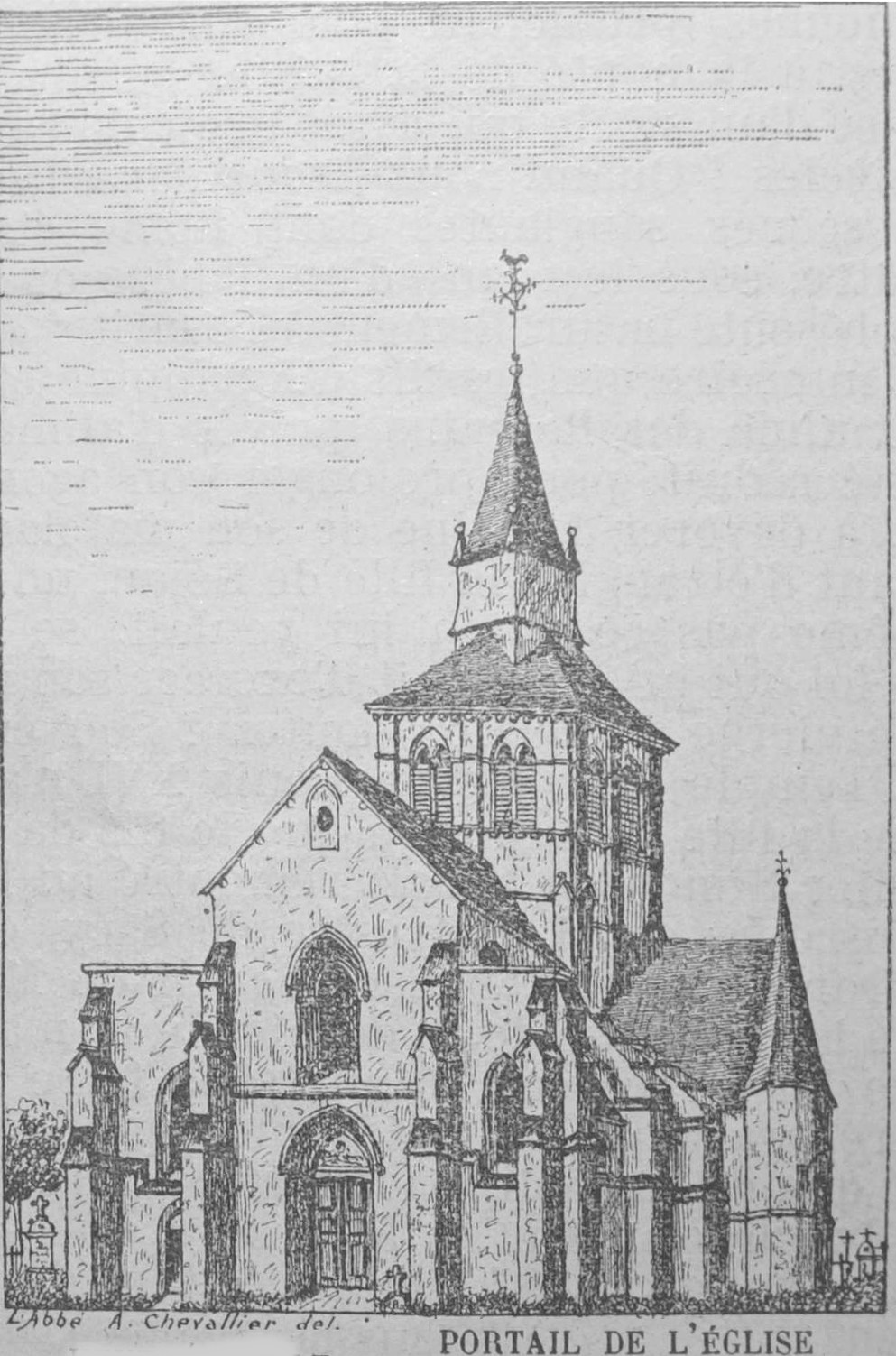
L'ancienne église dans l'almanach Matot-Braine de 1910.